# Alejo Peyret

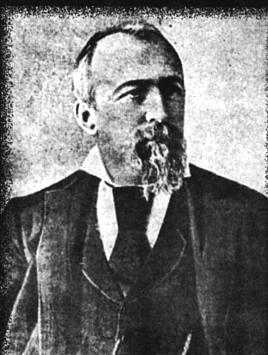
Alejo Peyret.

Alejo Peyret (em francês:  Alexis Pierre Louis Edouard Peyret, Serres Castet, 11 de dezembro de 1826 - Buenos Aires, 27 de agosto de 1902) foi um escritor, agrônomo, administrador colonial e historiador radicado na Argentina e nascido na França. Foi um político de destaque na Província de Entre Ríos, sobretudo na história da Colônia de San José, já que graças a ele esta colônia começou a realizar grande quantidade de cultivos. Além disso, trouxe grandes inovações tecnológicas, instalou indústrias e experimentou cultivos que não eram sul-americanos.

## Vida pessoal
Peyret era filho de Alexis Agustín Peyret, um fazendeiro em Serres Castet; e de Cecile Angelique Vignacour. Começou, já em Concepción del Uruguay, uma relação com Josefa Auristela Caraballo, com quem teve seus dois primeiros filhos: Nieves Emilia e Luis Alejo. Posteriormente, em 7 de Julho de 1886, Peyret se casou na Paróquia de San José com María Celerina Pinget, nascida em Vinzier, Alta Saboia; filha de Gabriel Pinget e Luisa Viollaz.

## Juventude na França
Peyret nasceu em Serres Castet, no departamento de Basses-Pyrénées, atualmente os Pirenéus Atlânticos, na região da Aquitânia. Aos dez anos de idade, ingressou no Colégio Real de Pau. Em 1844, aos dezoito anos de idade, foi licenciado em Ciências e Letras. Evitou o serviço militar obrigatório pagando a um substituto com o qual ele trocava de lugar. Continuou estudando leis no Collège de France, onde foram seus professores o filósofo Edgar Quinet e o historiador Jules Michelet. Se envolveu no radicalismo político, na redação de textos apoiando o republicanismo, a democracia, o anticlericalismo e o socialismo e também nas Revoluções de 1848. Foi julgado por suas atividades, mas foi absolvido.
Na eleição de 1852, Peyret se candidatou pelo departamento de Basses-Pyrénées. Logo após o triunfo eleitoral do governo bonapartista e do estabelecimento do Segundo Império Francês sob o reinado de Napoleão III, Peyret abandonou o país.

## Chegada à Argentina
Peyret chegou a Montevidéu em 4 de novembro de 1852, onde escreveu para El Comercio del Plata, um jornal editado por José María Cantilo. Alberto Larroque, presidente do Colégio do Uruguai, em Concepción del Uruguay, lhe ofereceu cátedra. O Ministro da Justiça, Culto e Ordem Pública, Juan María Gutiérrez, o designou chefe dos Departamentos da França e Geografia em 5 de Junho de 1855. Peyret permaneceu neste posto até 4 de setembro de 1856. Trabalhou como editor do jornal bisemanal El Uruguay, sob a direção de Benjamín Victorica Liderou a criação da Sociedade de Auxílio Mútuo, La Cosmopolita, em 31 de Agosto de 1856 em Concepción del Uruguay. Em setembro desse ano, Peyret se transferiu para Paraná, para assumir o controle do El Nacional Agentino, uma organização de apoio à confederação. Peyret permaneceu em Paraná até Julho de 1857, "exceto por um período de um mês (maio-junho) que passei no Uruguai (referindo-se a Concepción del Uruguay) para ver Euristela." Euristela faz referência a Josefa Auristela Caraballo.

## Colonialismo e agricultura
Em 11 de julho de 1857, foi nomeado administrador e diretor da Colônia de San José, pelo então presidente Justo José de Urquiza. Cumprindo suas instruções, Peyret publicou uma série de artigos no El Uruguay durante os meses de abril, maio e junho de 1860, nos quais incentivava os colonos a serem trabalhadores, "qualquer sejam suas opiniões religiosas ou suas crenças." Seus comentários foram traduzidos ao francês e recompiladas em um folheto intitulado em Emigration et Colonisation: La Colonie San José.
Sob sua direção a colônia começou a cultivar amendoim, batata, feijão, cebola, milho e tabaco. Peyret também introduziu técnicas superiores para o cultivo de trigo e pressionou Urquiza para que lhe entregasse novas terras, nas quais estabeleceria uma estação experimental para o crescimento de algodão. Também experimentou com a adaptação do bicho-da-seda ao clima da região. Construiu uma fábrica para a produção de óleo de amendoim. Por seu trabalho agrícola com a batata recebeu uma menção honrosa na Exposição Nacional de Córdoba, a qual aconteceu de 15 de outubro de 1871 a 21 de janeiro de 1872. Em 3 de janeiro, enviou ao comissionário no comando da exposição um relatório sobre o estado da Colônia de San José e da Vila de Entre Ríos e uma perspectiva de uma futura colonização da Província de Entre Ríos.
No decurso de trinta anos Peyret cumpriu as funções de administrador, diretor, magistrado, comissionário, presidente da municipalidade de San José e oficial do primeiro registro civil, que foi criado em 1873 em Colón para resolver controvérsias entre recém-casados pertencentes a diferentes religiões. A partir de 1865, Peuret foi membro da Comissão de Obras Públicas de Colón, cujas funções eram supervisionar a construção da Igreja, arrecadar fundos e informar o governo de seus investimentos. Peyret apresentou sua renúncia à Comissão em 31 de dezembro de 1872. Quando o então presidente Domingo Faustino Sarmiento fez uma visita a Colón e a San José em 6 de fevereiro de 1870, recaiu sobre Peyret a responsabilidade de ser o chefe do "Comitê de Boas-vindas", que organizaria as boas-vindas oficias.

## Maçonaria
Iniciado na maçonaria na França, Peyret tornou-se membro ativo da loja maçônica #44 George Washington em Concepción del Uruguay, a qual se juntou em 1864. Em 1868, recebeu o terceiro grau e se tornou um Mestre Maçom. Serviu como orador em dois ciclos consecutivos, de 1877 até 1879. Em 25 de Outubro, inaugurou os discursos públicos da loja maçônica. Em 16 de janeiro de 1877, assistiu a inauguração da loja L'Amie des Naufrages em Buenos Aires, onde foi designado um membro honorário.

## Ativismo político

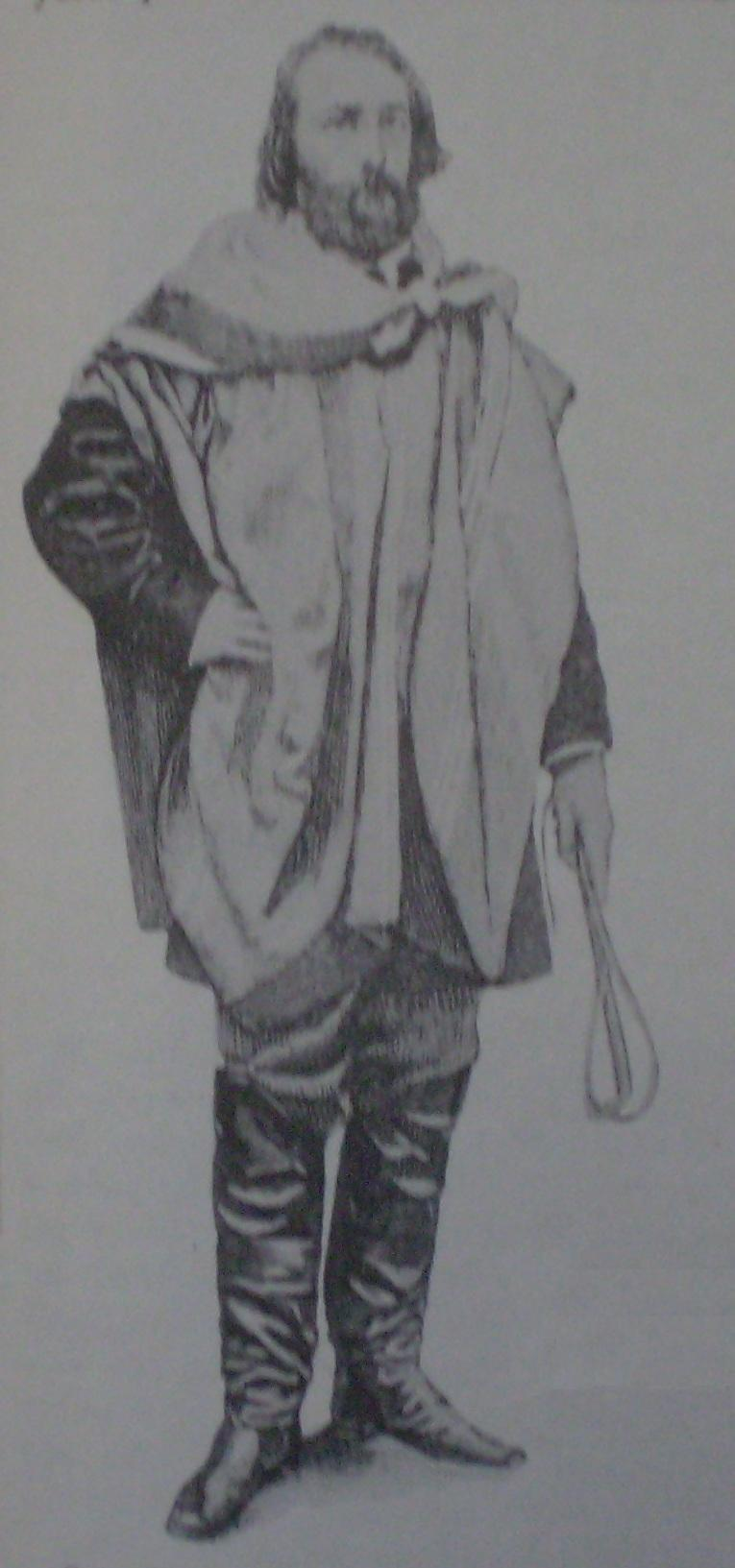
Alejo Peyret.

Em agosto de 1871 Peyret elaborou um esboço da Constituição para a República Francesa, dedicada ao então presidente Louis-Adolphe Thiers, e um prefácio baseado em sua teoria político-jurídica. O prefácio foi publicado mais adiante no La República em novembro do mesmo ano.
A partir de junho de 1873 Peyret enviou ao jornal La República de Buenos Aires uma série de cartas sem assinatura, nas quais denunciava o assassinato de Urquiza em 11 de Abril de 1870 e criticava a intervenção federal contra a Província de Entre Ríos, argumentando que foram violados os princípios do federalismo e da autonomia provincial. Peyret declarou que Ricardo López Jordán representava a esperança do povo de Entre Ríos, preservando, ao mesmo tempo, o verdadeiro objetivo da intervenção armada ordenada por Domingo Faustino Sarmiento, que era assegurar o êxito da candidatura presidencial de Nicolás Avellaneda. Argumentou que, embora o Dr. Leonidas Echagüe não pudesse ter permanecido no controle do governo de Entre Ríos, Ricardo López Jordán não deveria tê-lo substituído tão cedo, logo após a violenta morte de Urquiza.
Como só seis das quinze cartas foram publicadas, Peyret as recompilou em Cartas da Intervenção contra a Província de Entre Riós, que publicou sob o pseudônimo de "Um estrangeiro". A identidade do autor não ficou em segredo entre seus contemporâneos, sendo este erro de opinião que lhe custou o trabalho de administrador de San José e o que o obrigou a abandonar a província, onde havia passado dezoito anos. Em uma carta a Benjamín Victorica, escrita em Buenos Aires em 3 de Março de 1874, Peyret escreveu "...Foi melhor não ter me envolvido com a política. Não sei como me esqueci do conselho do Senhor Pedro de Angelis. Cedi em um momento de irritação e impaciência, vendo que se aproximava de nós uma nova guerra, que duraria um ano inteiro. Estou sempre a seu serviço e creio que você permanecerá sempre ao meu, sem importar minhas imprudências." En março de 1874, Peyret renunciou a sua posição como diretor da colônia e foi substituído temporariamente por Rodolfo Siegrist até 30 de abril . Em junho, de Buenos Aires, Dolores Costa de Urquiza o designou representante para o cargo de seleção e transporte de colonos a Colônia de Caseros.

## Carreira acadêmica e literária

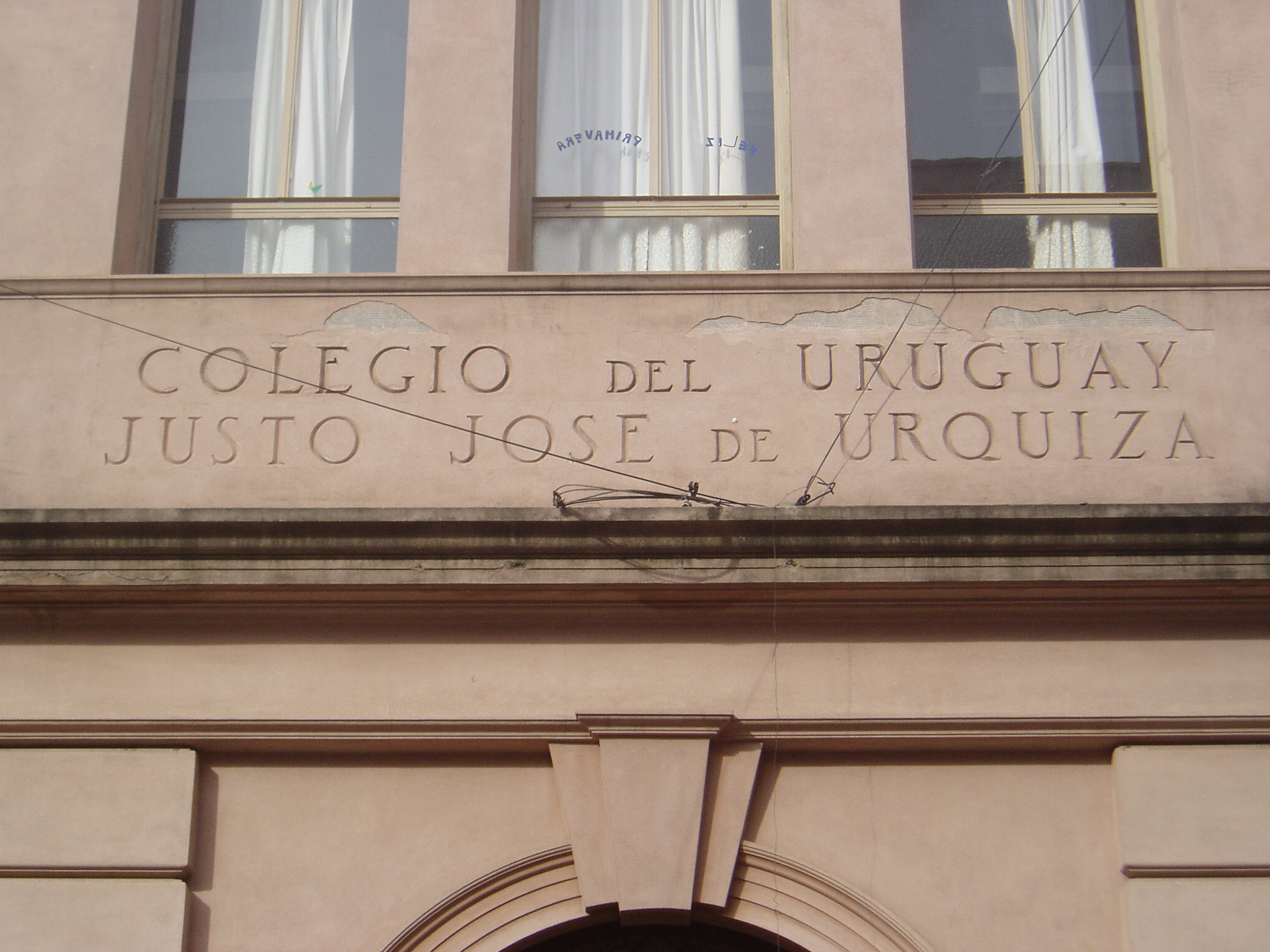
Frente do Colégio Nacional do Uruguai.

Peyret publicou Contos Bearneses em Concepción del Uruguay em 1870. Esta obra foi traduzida para francês e occitano, em Paris em 1890. Ele fez tudo o que pode para preservar a língua de sua região natal.
Em 13 de julho de 1874 foi designado pelo Dr. Vicente Fidel López, presidente da Universidade de Buenos Aires, para ocupar a cátedra vaga de Francês, na Faculdade de Ciências Humanas e Filosofia. O reitor Andrés Lamas expressou sua aprovação e se comunicou com Peyret. Em 13 de abril de 1876, Peyret enviou sua renúncia a partir de Concepción del Uruguay. Em 31 de Março do mesmo ano foi nomeado professor de História mundial para os seis graus do Colégio Nacional do Uruguai, e foi nomeado posteriormente, em 1879, para lecionar alguns cursos especiais no curso de História das universidades públicas. Continuou no colégio até 17 de agosto de 1883, quando aceitou se transferir para Buenos Aires.
A loja maçônica George Washington concordou com a proposta de Peyret em 1877, formar uma comissão liderada por ele mesmo para estudar "a situação que estava afligindo numerosos estudantes que não podiam seguir os estudos devido à falta de recursos". Isto levou ao estabelecimento da sociedade educativa La Fraternidad, que procurava proteger e prover alojamento aos estudantes do Colégio do Uruguai. Em 23 de Agosto de 1880 foi nomeado presidente da Comissão Diretiva provisória da Sociedade Francesa de Auxílio Mútuo de Concepción del Uruguay, e em 1882 foi nomeado presidente honorário. O Escritório de Territórios e Colônias o designou em 1881 para fazer um estudo sobre as possibilidades do território de Misiones; este estudo o inspirou a escrever trinta cartas que foram publicadas no jornal La Tribuna Nacional, sob o título de Cartas de Misiones.
Um decreto assinado em 18 de agosto de 1883 pelo então presidente Julio Argentino Roca autorizava Peyret, que tinha se transferido para Buenos Aires, a lecionar a História das Universidades Públicas no Colégio Nacional de Buenos Aires. Exerceu sua função até 11 de Fevereiro de 1887. Escreveu Historia Contemporânea, livro com texto que seria usado em escolas normais e em Colégios Nacionais. Em 1885, seu livro Origens do Cristianismo foi adaptado na Revista da Universidade de Buenos Aires e, no ano seguinte, seu trabalho chamado O Pensador Americano foi publicado. Ao mesmo tempo, publicou História das Religiões, que comprendia uma histórica e filosófica crítica das religiões pré-históricas e históricas e também do cristianismo. Outro trabalho relacionado com o tema foi A Evolução do Cristianismo.

## Administrador colonial
Peyret foi nomeado inspetor das colônias por um decreto do então presidente Miguel Juárez Celman, em 12 de Fevereiro de 1887. Como consequência deste posto, escreveu Uma visita às colônias da República Argentina , escrita em espanhol em dois volumes e apresentada pelo governo na Exposição mundial em Paris. Foi publicada simultaneamente en francês, com o título de Une visite aux colonies de la République Argentine.
Em 10 de Maio de 1889, o Governo Nacional encarregou a Peyret o estudo da maquinaria agrícola exposta naquele evento. Recebeu seis mil pesos para cobrir seus gastos e deveria apresentar um relatório descritivo antes do final da Exposição. Seu relatório foi chamado de As Máquinas Agrícolas da Exposição mundial de Paris.
Peyret foi embora em direção à França em 5 de junho de 1889 a bordo do Río Negro, com sua esposa Celerina Pinget e a filha Alfonsina. Trinta e sete anos passaram desde que ele se impôs um exilo a Argentina. O Congresso Internacional Socialista se reuniu em Paris entre 14 e 21 de Julho, período no qual estabeleceram a Segunda Internacional. Peyret informou suas atividades durante esses dias em uma carta ao governador de Entre Ríos, Clemente Basavilbaso, que logo foi publicada em um jornal de Paraná, em 28 de Julho. De acordo com sua carta, ele só esteve em 20 de Julho no Congresso Socialista, cujas sessões duraram o dia inteiro. Deixou um relato mais detalhado em sua agenda pessoal: 20 de Julho, sábado, foi ao Congresso, no salão Folies Parisienne, no Boulevard Rochechouart. "Fui anunciado como um representante da República Argentina, houve aplausos, mas só no momento em que eu estava deixando o salão". O orador do dia era um membro da Câmara dos Comuns, o qual falou durante as oito horas do dia de trabalho. Em nome dos italianos republicanos de Buenos Aires, Peyret entregou uma placa à Municipalidade de Paris comemorando a Revolução Francesa.
Peyret foi designado representante da Província de Entre Ríos no 1º Congresso Agrícola Provincial, realizado em Esperanza, de 24 de Maio a 2 de Junho de 1892. Em Junho de 1892, encarregou-se de escrever a história da colonização argentina e foi subvencionado por um ano com um salário mensal de 500 pesos, "incluindo seu salário como Inspetor de Colônias". Em 1898, decidiu que já havia reunido a documentação necessária para começar a escrever e começou o trabalho, "para ser completado quando minha saúde permitir" . Peyret trabalhou como inspetor geral das Colônias desde princípios de 1895 até 16 de Janeiro de 1900, quando se aposentou.

## Aposentadoria e morte
Em 13 de Junho de 1893, Peyret foi eleito presidente da Aliança Francesa de Buenos Aires de forma unânime, cujo comitê se reunia no Clube Francês. Em 13 de dezembro de 1885, diante da presença do Juiz Federal Juan del Campillo, jurou o Juramento da Cidadania na Constituição Argentina. Em 14 de Outubro de 1889, solicitou benefícios de aposentadoria, justificando-se pela sua idade avançada, saúde debilitada, cidadania argentina e pela sua enfermidade física após trinta e um anos de seriço. O então presidente Julio Argentino Roca lhe outorgou o solicitado em decreto assinado em 19 de Fevereiro de 1900.
Em seu último ano de vida, escreveu suas memórias agronômicas no artigo "Colonia San José - Como foi fundada", escrito em Outubro de 1901 e publicado na revista Urquiza. Peyret morreu em casa na rua General Urquiza, 176, em Buenos Aires, em 27 de Agosto de 1902, de inflamação do músculo do coração. A seu enterro no Cemitério Oeste compareceram Julio Argentino Roca, seu ajudante de campo, o Coronel David Marambio Catán, e uma grande audiência.
A Revista Maçônica, um órgão independente da maçonaria internacional, publicou: "Em memória do ilustre e Honorável Dr. Alejo Peyret: esta República e mais diretamente a maçonaria argentina perderam um de seus maiores pensadores, um apóstolo incansável do liberalismo. Por um decreto especial, a Argentina Oriental escolheu o Poderoso e Honorável Francisco F. Fernández para falar em nome da maçonaria nacional. O nome do Honorável Peyret está gravado na memória desses aos quais ensinou a cultivar o conhecimento e a amar a justiça e a verdade."
Com um pedido de seus herdeiros, as cinzas de Peyret foram transportadas ao cemitério de San José em 26 de novembro de 1995 . Os únicos itens em seu testamento eram um terreno em San José e uma fração da zona de granja na mesma colônia.